# Gerónimo Barbadillo
Gerónimo Barbadillo González (Lima, 1954. szeptember 24. –) válogatott perui labdarúgó, csatár.

## Pályafutása

### Klubcsapatban
1972–73-ban a Sport Boys, 1974–75-ben a Defensor Lima, 1976 és 1982 között a mexikói Tigres UANL labdarúgója volt. A Defensorral egy perui, a Tigres csapatával kettő mexikói bajnoki címet nyert. Az 1981–82-es idényben a legjobb játékosnak választották a mexikói bajnokságban. 1982-től Olaszországban játszott. 1982 és 1985 között az Avellino, 1985–86-ban az Udinese, 1987–88-ban a Sanvitese játékosa volt. 1991–92-ben az SV Milland csapatában fejezte be az aktív játékot.

### A válogatottban
1972 és 1985 között 20 alkalommal szerepelt a perui válogatottban és három gólt szerzett. Tagja volt az 1975-ös Copa América-győztes csapatnak. Részt vett az 1982-es spanyolországi világbajnokságon.

## Sikerei, díjai
Peru
- Copa América
  - győztes: 1975

 Defensor Lima
- Perui bajnokság
  - bajnok: 1973

 Tigres UANL
- Mexikói bajnokság (Primera División)
  - bajnok (2): 1977–78, 1981–82
  - 2.: 1979–80
- Mexikói kupa (Copa de Mexico)
  - győztes: 1976
  - Aranylabda (Balón de Oro): 1981–82